# Алжир на Светском првенству у атлетици на отвореном 2019.
Алжир је учествовао на 17. Светском првенству у атлетици на отвореном 2019.  одржаном у Дохи од 27. септембра до 6. октобра седамнаести пут, односно учествовао је на свим првенствима до данас. Репрезентацију Алжира представљало је 6 атлетичара (6 мушкараца) који су се такмичили у 5 атлетских дисциплина (5 мушких).,
На овом првенству Алжир је по броју освојених медаља делио 28. место са 1 освојеном медаљом (1 сребрна). У табели успешности према броју и пласману такмичара који су учествовали у финалним такмичењима (првих 8 такмичара) Алжир је са 2 учесника у финалу делио 42. место са 8 бодова.
| Плас. | Земља | 1. место | 2. место | 3. место | 4. место | 5. место | 6. место | 7. место | 8. место | Бр. финал. | Бод. |
| ----- | ----- | -------- | -------- | -------- | -------- | -------- | -------- | -------- | -------- | ---------- | ---- |
| =42.  | Алжир | 0        | 1        | 0        | 0        | 0        | 0        | 0        | 1        | 2          | 8    |

## Учесници
Мушкарци:
- Yassine Hathat — 800 м
- Мохамед Белбачир — 800 м
- Тауфик Махлуфи — 1.500 м
- Абделмалик Лаулу — 400 м препоне
- Билал Табти — 3.000 м препреке
- Јасер Мохамед Тахар Трики — Троскок

## Освајачи медаља (1)

### Сребро (1)
- Тауфик Махлуфи — 1.500 м

## Резултати

### Мушкарци
| Атлетичар                 | Дисциплина       | Лични рекорд | Квалификације     | Квалификације | Полуфинале              | Полуфинале           | Финале                | Финале       | Детаљи |
| Атлетичар                 | Дисциплина       | Лични рекорд | Резултат          | Место         | Резултат                | Место                | Резултат              | Место        | Детаљи |
| ------------------------- | ---------------- | ------------ | ----------------- | ------------- | ----------------------- | -------------------- | --------------------- | ------------ | ------ |
| Yassine Hathat            | 800 м            | 1:44,81      | 1:45,67 (.666) кв | 4. у гр. 5    | 1:46,15                 | 7. у гр. 2           | Није се квалификовао  | 17 / 44 (46) |        |
| Мохамед Белбачир          | 800 м            | 1:45,75      | 1:46,52           | 6. у гр. 4    | Није се квалификовао    | Није се квалификовао | Није се квалификовао  | 25 / 44 (46) |        |
| Тауфик Махлуфи            | 1.500 м          | 3:28,75      | 3:36,18 КВ        | 2. у гр. 3    | 3:36,69 (.683) КВ       | 2. у гр. 1           | 3:31,38 ЛРС           |              |        |
| Абделмалик Лаулу          | 400 м препоне    | 48,62 НР     | 49,54 КВ          | 3. у гр. 5    | 48,39 (.388) КВ, НР, ЛР | 2. у гр. 2           | 49,46                 | 8 / 38 (39)  |        |
| Билал Табти               | 3.000 м препреке | 8:20,20      | 8:35,15           | 12. у гр. 2   |                         |                      | Нису се квалификовали | 34 / 44 (46) |        |
| Јасер Мохамед Тахар Трики | Троскок          | 17,12д       | 16,62             | 10. у гр. А   | 20 / 30                 |                      | Нису се квалификовали |              |        |